# 中岡要
中岡 要（なかおか かなめ、選挙時の通称：中岡 よう、1911年 - 没年不明）は、右翼（大和民族政治研究所所長）、政治ゴロ、政治運動家、総会屋、建設業者。

## 略歴
地元神奈川県川崎市で選挙闘争を展開。仙人然とした風貌で、立会演説会では持参した徳利から一献することもあったという。

## 主な選挙歴
国政選挙
| 年     | 選挙                     | 選挙区          | 政党   | 得票   | 得票率 | 順位  | 肩書                   |
| ------ | ------------------------ | --------------- | ------ | ------ | ------ | ----- | ---------------------- |
| 1974年 | 第10回参議院議員通常選挙 | 神奈川県選挙区  | 無所属 | 17,025 | 0.58%  | 5/7   | 土方                   |
| 1976年 | 第34回衆議院議員総選挙   | 旧神奈川県第2区 | 無所属 | 1,720  | 0.05%  | 8/8   | 大和民族政治研究所所長 |
| 1977年 | 第11回参議院議員通常選挙 | 神奈川県選挙区  | 無所属 | 25,886 | 0.95%  | 5/7   | 大和民族政治研究所所長 |
| 1980年 | 第12回参議院議員通常選挙 | 神奈川県選挙区  | 無所属 | 20,262 | 0.90%  | 11/12 | 大和民族政治研究所所長 |

首長選挙等